# Escuelas Familiares Agrarias
Las Escuelas de Formación Agraria (EFAs) son instituciones educativas especializadas que ofrecen formación técnica y profesional en áreas relacionadas con la agricultura, ganadería, agroindustria y medio ambiente. Estas escuelas desempeñan un papel crucial en la capacitación de profesionales para el sector agrario y agroalimentario, combinando conocimientos teóricos y prácticos para abordar los desafíos del mundo rural.

## Historia

### Historia en España
En España, el desarrollo de las EFA se remonta a la década de 1960, cuando Joaquín Herreros y Felipe González de Canales pusieron en marcha el proyecto de las primeras Escuelas Familiares Agrarias. Inspirados en el modelo de las Maison Familial Rural Francesas, establecieron las dos primeras EFA, Molino Azul y Casablanquilla, en Lora del Río y Brenes (Sevilla) en 1967. Estas escuelas buscaban proporcionar formación profesional y cultural de calidad a los jóvenes del campo, evitando su migración hacia zonas urbanas.

#### Relación con el Opus Dei
En sus inicios, algunas EFA en España fueron fundadas o gestionadas por miembros del Opus Dei, como parte de su labor educativa y social en diversos campos, incluyendo la formación técnica y agraria. Sin embargo, con el tiempo, muchas de estas instituciones se han diversificado y pueden estar gestionadas por entidades educativas diferentes, manteniendo su enfoque en la formación agraria sin una afiliación religiosa específica.
Con el tiempo, el número de EFA en España ha crecido hasta alcanzar alrededor de 32 instituciones distribuidas en distintas regiones del país. Estas escuelas han evolucionado para adaptarse a los cambios en las zonas rurales y en la legislación educativa, ofreciendo programas especializados en áreas agrícolas y agroalimentarias.
Las Escuelas de Formación Agraria en España continúan desempeñando un papel fundamental en el desarrollo del medio rural. La diversificación y adaptación de su oferta educativa las han convertido en centros clave para la capacitación de profesionales altamente cualificados en el ámbito agrario y agroalimentario del país.
España alberga veintisiete instituciones de este tipo, pero este modelo ha trascendido fronteras, multiplicando la presencia de las Escuelas Familiares Agrarias (EFA) en todo el mundo. Esta expansión ha generado una amplia gama de posibilidades de especialización, ampliando significativamente la oferta educativa. Más allá de los tradicionales cursos de manejo agrícola, ganadero y cultivos forestales, las EFA ahora abarcan áreas tan diversas como la vitivinicultura, restauración, gestión y organización de recursos naturales, producción agropecuaria, automoción, hostelería, turismo, educación infantil, atención socio-sanitaria, cuidados auxiliares de enfermería e higiene bucodental.
Relación de EFA en España ordenadas cronológicamente:
| N.º | Año  | EFA                  | Localidad                | Provincia   |
| 1   | 1967 | EFA Casablanquilla   | San José de la Rinconada | Sevilla     |
| 2   | 1967 | EFA Molino Azul      | Lora del Río             | Sevilla     |
| 3   | 1969 | EFA El Batán         | Huete                    | Cuenca      |
| 4   | 1969 | EFA El Campico       | Jacarilla                | Alicante    |
| 5   | 1969 | EFA El Castillejo    | Calamocha                | Teruel      |
| 6   | 1969 | EFA Elcható          | Brenes                   | Sevilla     |
| 7   | 1969 | EFA Imas             | Lodosa                   | Navarra     |
| 8   | 1969 | EFA El Plá           | Amacellas                | Lérida      |
| 9   | 1969 | EFA Yucatal          | Posadas                  | Córdoba     |
| 10  | 1969 | EFA Torrealba        | Almodóvar                | Córdoba     |
| 11  | 1970 | EFA Guadaljucén      | Mérida                   | Badajoz     |
| 12  | 1970 | EFA La Malvesía      | Llombai                  | Valencia    |
| 13  | 1970 | EFA Molino de Viento | Campo de Criptana        | Ciudad Real |
| 14  | 1970 | EFA Montarrón        | Épila                    | Zaragoza    |
| 15  | 1970 | EFA El Salto         | Zuera                    | Zaragoza    |
| 16  | 1970 | EFA Quintanes        | Masies de Voltregá       | Barcelona   |
| 17  | 1971 | EFA Campomar         | Aguadulce                | Almería     |
| 18  | 1971 | EFA Casagrande       | Valdivia                 | Badajoz     |
| 19  | 1971 | EFA Fontambre        | Présaras                 | La Coruña   |
| 20  | 1971 | EFA La Ginesta       | Suschs                   | Lérida      |
| 21  | 1971 | EFA La Grajera       | Logroño                  | La Rioja    |
| 22  | 1971 | EFA La Planilla      | Calahorra                | La Rioja    |
| 23  | 1971 | EFA El Poblado       | El Grado                 | Huesca      |
| 24  | 1972 | EFA El Llano         | Humanes                  | Guadalajara |
| 25  | 1972 | EFA La Noria         | Pinseque                 | Zaragoza    |
| 26  | 1972 | EFA Piñeiral         | Arzúa                    | La Coruña   |
| 27  | 1972 | EFA El Soto          | Chauchina                | Granada     |
| 28  | 1974 | EFA Boalares         | Ejea de los Caballeros   | Zaragoza    |
| 29  | 1974 | EFA A Cancela        | As Neves                 | Pontevedra  |
| 30  | 1975 | EFA El Gamonal       | Alcázar de San Juan      | Ciudad Real |
| 31  | 1975 | EFA Las Fuentes      | Nalda                    | La Rioja    |
| 32  | 1975 | EFA Fonteboa         | Coristanco               | La Coruña   |
| 33  | 1975 | EFA La Carballeira   | San Pedro de Nos         | La Coruña   |
| 34  | 1975 | EFA El Raal          | Alhama de Murcia         | Murcia      |
| 35  | 1976 | EFA Moratalaz        | Manzanares               | Ciudad Real |
| 36  | 1978 | EFA La Serna         | Bolaños de Calatrava     | Ciudad Real |
| 37  | 1982 | EFA Camp Joliu       | L'Arboç del Penedés      | Tarragona   |
| 38  | 1989 | EFA Oretana          | Burguillos de Toledo     | Toledo      |
| 39  | 1994 | EFA Torrealedua      | Llombai                  | Valencia    |
| 40  | 1996 | EFA Valdemilanos     | Colmenar Viejo           | Madrid      |

En el ámbito español, las EFAs se agrupan en diferentes federaciones regionales, como Andalucía Occidental, Andalucía Oriental, Aragón, Castilla-La Mancha-Madrid, Cataluña, Extremadura, Galicia y Valencia. En 1978, la mayoría de estas instituciones decidieron unirse para formar la Unión Nacional de Escuelas Familiares Agrarias (UNEFA), que actualmente aglutina la mayoría de los centros de formación profesional y promoción del medio rural en España.
Las EFAs españolas cuentan con una agrupación de 50.000 antiguos alumnos, y en la actualidad estudian en ellas unos 6.000 alumnos.
Las EFAs en el mundo
Además, UNEFAforma parte de la Asociación Internacional Maison Familiale Rurale (AIMFR), una organización internacional con 353 escuelas asociadas en Hispanoamérica, 129 en África, 6 en Asia y 531 en Europa. También participa en organismos como la Confederación de Organizaciones Familiares de la Unión Europea (COFACE), brindando asesoramiento a nuevas EFAs en Latinoamérica y contribuyendo a la sensibilización y ayuda en países en desarrollo.